# فيلي تشان
فيلي تشان هو منتج أفلام ماليزي، ولد في 22 مايو 1941 في ماليزيا، وتوفي في 24 أكتوبر 2017 في هونغ كونغ في الصين.

## وصلات خارجية
- فيلي تشان على موقع IMDb (الإنجليزية)
- فيلي تشان على موقع قاعدة بيانات الفيلم (الإنجليزية)